# Cancilla scrobiculata
Cancilla scrobiculata is een slakkensoort uit de familie van de Mitridae. De wetenschappelijke naam van de soort is voor het eerst geldig gepubliceerd in 1814 door Brocchi.